# Tour der australischen Rugby-Union-Nationalmannschaft nach Europa und Nordamerika 1957/58
| Tour der Wallabies nach Europa und Nordamerika 1957/58 | Tour der Wallabies nach Europa und Nordamerika 1957/58 | Tour der Wallabies nach Europa und Nordamerika 1957/58 | Tour der Wallabies nach Europa und Nordamerika 1957/58 | Tour der Wallabies nach Europa und Nordamerika 1957/58 |
| Übersicht                                              | S                                                      | G                                                      | U                                                      | N                                                      |
| ------------------------------------------------------ | ------------------------------------------------------ | ------------------------------------------------------ | ------------------------------------------------------ | ------------------------------------------------------ |
| Test Matches                                           | 05                                                     | 0                                                      | 0                                                      | 05                                                     |
| Sonstige Spiele                                        | 29                                                     | 16                                                     | 3                                                      | 10                                                     |
| Gesamt                                                 | 34                                                     | 16                                                     | 3                                                      | 15                                                     |
|                                                        |                                                        |                                                        |                                                        |                                                        |
| England                                                | 01                                                     | 0                                                      | 0                                                      | 01                                                     |
| Frankreich                                             | 01                                                     | 0                                                      | 0                                                      | 01                                                     |
| Irland                                                 | 01                                                     | 0                                                      | 0                                                      | 01                                                     |
| Schottland                                             | 01                                                     | 0                                                      | 0                                                      | 01                                                     |
| Wales                                                  | 01                                                     | 0                                                      | 0                                                      | 01                                                     |

Die Tour der australischen Rugby-Union-Nationalmannschaft nach Europa und Nordamerika 1957/58 umfasste eine Reihe von Freundschaftsspielen der Wallabies, der Nationalmannschaft Australiens in der Sportart Rugby Union. Das Team reiste von November 1957 bis März 1958 durch Frankreich, Großbritannien, Irland und Kanada. Während dieser Zeit bestritt es 34 Spiele, darunter fünf Test Matches gegen europäische Nationalmannschaften. Die Bilanz dieser Tour war eine der schlechtesten überhaupt: Die Wallabies gewannen lediglich 16 Spiele und spielten dreimal unentschieden; alle fünf Test Matches endeten mit Niederlagen.

## Ereignisse
Das Team bestand aus 29 Spielern, wobei die meisten wie üblich aus New South Wales stammten. Zwar hatte Richard Tooth im Mai und Juni 1957 die Wallabies zu zwei Siegen gegen die Neuseeländische Rugby-Union-Nationalmannschaft geführt, er wurde jedoch nicht für die daran anschließende Tour nach Europa und Nordamerika nominiert. Verschiedentlich werden diese Nichtberücksichtigung und die dadurch fehlende Kohäsion im Team als einer der Gründe für die schlechten Ergebnisse verantwortlich gemacht. Allerdings hatte der stattdessen nominierte Robert Davidson durchaus herausragende Führungsqualitäten und war in der Öffentlichkeit aufgrund seiner Wortgewandtheit und seines Charismas sehr beliebt. Vizekapitän Alan Cameron hatte die Wallabies 1955 und 1956 in 18 Spielen angeführt, war aber in seiner Position nicht mehr souverän und hatte keine Garantie, für Test Matches aufgestellt zu werden. Er leistete jedoch einen hervorragenden Beitrag zur Tournee und bestritt 22 Spiele, darunter ein Test Match, und führte die Mannschaft in sieben Spielen unter der Woche als Kapitän an.
Traditionsgemäß übernahm Denis Cowper als stellvertretender Tourmanager die Aufgabe des Trainers. Max Howell schreibt, dass Cowper trotz der zunehmenden Niederlagen „immer ein Gentleman war, der die Spieler nie kritisierte, selbst wenn er das Recht dazu hatte. Er verkörperte den wahren Amateur, der sich immer an die Regeln hielt und einen strengen ethischen Kodex vertrat.“ Der Spieler Nicholas Shehadie hingegen war in seinen veröffentlichten Erinnerungen weniger lobend und meinte, Cowper habe als Trainer nur wenig Fantasie gehabt; das Training sei nicht abwechslungsreich und sehr mühsam gewesen.

## Spielplan
- Hintergrundfarbe grün = Sieg
- Hintergrundfarbe gelb = Unentschieden
- Hintergrundfarbe rot = Niederlage

(Test Matches sind grau unterlegt; Ergebnisse aus der Sicht Australiens)
| #  | Datum             | Gegner                                | Ort           | Stadion                        | Ergebnis |
| -- | ----------------- | ------------------------------------- | ------------- | ------------------------------ | -------- |
| 01 | 06. November 1957 | Southern Counties                     | Hove          |                                | 29:5     |
| 02 | 09. November 1957 | Oxford University RFC                 | Oxford        | Iffley Road                    | 6:12     |
| 03 | 13. November 1957 | Cambridge University RUFC             | Cambridge     | Grange Road                    | 3:13     |
| 04 | 16. November 1957 | London Counties                       | London        | Twickenham Stadium             | 9:9      |
| 05 | 20. November 1957 | Pontypool RFC & Cross Keys RFC        | Pontypool     | Pontypool Park                 | 14:6     |
| 06 | 23. November 1957 | Newport RFC                           | Newport       | Rodney Parade                  | 0:11     |
| 07 | 27. November 1957 | Leinster Rugby                        | Dublin        | Lansdowne Road                 | 10:8     |
| 08 | 30. November 1957 | Ulster Rugby                          | Belfast       | Ravenhill Stadium              | 9:0      |
| 09 | 04. Dezember 1957 | Edinburgh & Glasgow                   | Glasgow       | Old Anniesland                 | 9:3      |
| 10 | 07. Dezember 1957 | South of Scotland                     | Hawick        | Mansfield Park                 | 12:6     |
| 11 | 10. Dezember 1957 | Llanelli RFC                          | Llanelli      | Stradey Park                   | 9:5      |
| 12 | 14. Dezember 1957 | Cardiff RFC                           | Cardiff       | Cardiff Arms Park              | 11:14    |
| 13 | 18. Dezember 1957 | Western Counties                      | Bristol       |                                | 8:9      |
| 14 | 21. Dezember 1957 | Leicestershire RU & East Midlands RFU | Leicester     | Welford Road Stadium           | 18:3     |
| 15 | 26. Dezember 1957 | Combined Services                     | London        | Twickenham Stadium             | 16:11    |
| 16 | 28. Dezember 1957 | Aberavon RFC & Neath RFC              | Port Talbot   | Talbot Athletic Ground         | 5:3      |
| 17 | 04. Januar 1958   | Wales                                 | Cardiff       | Cardiff Arms Park              | 3:9      |
| 18 | 08. Januar 1958   | Abertillery RFC & Ebbw Vale RFC       | Abertillery   | The Park                       | 5:6      |
| 19 | 11. Januar 1958   | Swansea RFC                           | Swansea       | St Helen’s                     | 12:6     |
| 20 | 18. Januar 1958   | Irland                                | Dublin        | Lansdowne Road                 | 6:9      |
| 21 | 21. Januar 1958   | Munster Rugby                         | Limerick      | Thomond Park                   | 3:3      |
| 22 | 25. Januar 1958   | South Western Counties                | Plymouth      | Home Park                      | 3:3      |
| 23 | 28. Januar 1958   | South Eastern Counties                | Portsmouth    |                                | 6:0      |
| 24 | 01. Februar 1958  | England                               | London        | Twickenham Stadium             | 6:9      |
| 25 | 05. Februar 1958  | North Eastern Counties                | Gosforth      | County Ground                  | 10:0     |
| 26 | 08. Februar 1958  | North Western Counties                | Blundellsands | County Ground                  | 3:6      |
| 27 | 11. Februar 1958  | North of Scotland                     | Aberdeen      |                                | 6:3      |
| 28 | 15. Februar 1958  | Schottland                            | Edinburgh     | Murrayfield Stadium            | 8:12     |
| 29 | 19. Februar 1958  | Midland Counties                      | Coventry      | Highfield Road                 | 3:8      |
| 30 | 22. Februar 1958  | Barbarians                            | Cardiff       | Cardiff Arms Park              | 6:11     |
| 31 | 09. März 1958     | Frankreich                            | Colombes      | Stade Olympique Yves-du-Manoir | 0:19     |
| 32 | 15. März 1958     | British Columbia                      | Vancouver     |                                | 3:15     |
| 33 | 20. März 1958     | University of British Columbia        | Vancouver     |                                | 31:6     |
| 34 | 27. März 1958     | Kalifornien                           | Berkeley      | California Memorial Stadium    | 12:5     |

## Test Matches
| 4. Januar 1958 | Wales                                                     | 9 : 3         | Australien       | Cardiff Arms Park, Cardiff Zuschauer: 55.000 Schiedsrichter: Alexander Dickie (Schottland) |
| 4. Januar 1958 | Versuche: Collins Straftritte: T. Davies Dropgoals: James | (0:3) Bericht | Versuche: Miller | Cardiff Arms Park, Cardiff Zuschauer: 55.000 Schiedsrichter: Alexander Dickie (Schottland) |

Aufstellungen:
- Wales: John Collins, Cyril Davies, Robin Davies, Terry Davies, Donald Devereux, Roderick Evans, Wynne Evans, John Faull, Carwyn James, Bryn Meredith, Ray Prosser, Clem Thomas , Gordon Wells, Raymond Williams, Rhys Williams
- Australien: Jim Brown, Desmond Connor, Terry Curley, Robert Davidson , Kenneth Donald, David Emanuel, Peter Fenwicke, McLaurin Hughes, Jim Lenehan, Tony Miller, Roderick Phelps, Jack Potts, Nicholas Shehadie, Arthur Summons, John Thornett

| 18. Januar 1958 | Irland                                         | 9 : 6         | Australien               | Lansdowne Road, Dublin Zuschauer: 33.000 Schiedsrichter: Jack Evans (Wales) |
| 18. Januar 1958 | Versuche: Dawson Henderson Straftritte: Pedlow | (3:3) Bericht | Versuche: Phelps Summons | Lansdowne Road, Dublin Zuschauer: 33.000 Schiedsrichter: Jack Evans (Wales) |

Aufstellungen:
- Irland: Patrick Berkery, Ronnie Dawson, James Donaldson, Noel Henderson , Dave Hewitt, Ronnie Kavanagh, Jack Kyle, Bill Mulcahy, Andy Mulligan, Noel Murphy, Patrick O’Donoghue, Tony O’Reilly, Cecil Pedlow, James Stevenson, Gordon Wood
- Australien: Jim Brown, Alan Cameron, Desmond Connor, Terry Curley, Robert Davidson , Kenneth Donald, David Emanuel, Peter Fenwicke, McLaurin Hughes, Roderick Phelps, Jack Potts, Nicholas Shehadie, Arthur Summons, John Thornett, Saxon White

| 1. Februar 1958 | England                                              | 9 : 6         | Australien                             | Twickenham Stadium, London Zuschauer: 60.000 Schiedsrichter: Ray Williams (Irland) |
| 1. Februar 1958 | Versuche: Jackson Phillips Straftritte: Hetherington | (0:3) Bericht | Straftritte: Lenehan Dropgoals: Curley | Twickenham Stadium, London Zuschauer: 60.000 Schiedsrichter: Ray Williams (Irland) |

Aufstellungen:
- England: Alan Ashcroft, Jeff Butterfield, John Currie, Eric Evans , George Hastings, Jim Hetherington, Philip Horrocks-Taylor, Peter Jackson, Ronald Jacobs, Dickie Jeeps, David Marques, Malcolm Phillips, Peter Robbins, Ronald Syrett, Peter Thompson
- Australien: Jim Brown, Desmond Connor, Terry Curley, Robert Davidson , Kenneth Donald, David Emanuel, Peter Fenwicke, McLaurin Hughes, Jim Lenehan, Tony Miller, Roderick Phelps, Kevin Ryan, Arthur Summons, Geoffrey Vaughan, Saxon White

| 15. Februar 1958 | Schottland                                              | 12 : 8        | Australien                                    | Murrayfield Stadium, Edinburgh Zuschauer: 45.000 Schiedsrichter: Ray Williams (Irland) |
| 15. Februar 1958 | Versuche: Stevenson Weatherstone Straftritte: Smith (2) | (6:8) Bericht | Versuche: Donald Thornett Erhöhungen: Lenehan | Murrayfield Stadium, Edinburgh Zuschauer: 45.000 Schiedsrichter: Ray Williams (Irland) |

Aufstellungen:
- Schottland: Norman Bruce, Robin Chisholm, Jimmy Docherty, Tommy Elliot, Jim Greenwood, Hamish Kemp, Hugh McLeod, Adam Robson, Tremayne Rodd, Arthur Smith , Ken Smith, George Stevenson, Malcolm Swan, Gordon Waddell, Grant Weatherstone
- Australien: Jim Brown, Desmond Connor, Terry Curley, Robert Davidson , Kenneth Donald, David Emanuel, McLaurin Hughes, Jim Lenehan, Tony Miller, Roderick Phelps, Edwin Purkiss, Arthur Summons, John Thornett, Geoffrey Vaughan, Saxon White

| 9. März 1958 | Frankreich                                                                         | 19 : 0  | Australien | Stade Olympique Yves-du-Manoir, Colombes Zuschauer: 14.236 Schiedsrichter: Norman Parkes (England) |
| 9. März 1958 | Versuche: Crauste Quaglio Rancoule Erhöhungen: Labazuy (2) Dropgoals: Labazuy Prat | Bericht |            | Stade Olympique Yves-du-Manoir, Colombes Zuschauer: 14.236 Schiedsrichter: Norman Parkes (England) |

Aufstellungen:
- Frankreich: Jean Barthe, Michel Celaya , Michel Crauste, Henri Domec, Antoine Labazuy, Pierre Lacroix, Roger Martine, Lucien Mias, Maurice Prat, Aldo Quaglio, Henri Rancoule, Alfred Roques, Pierre Tarricq, Michel Vannier, Robert Vigier
- Australien: Jim Brown, Desmond Connor, Terry Curley, Robert Davidson , David Emanuel, Tony Fox, Ronald Harvey, McLaurin Hughes, Jim Lenehan, Tony Miller, Alan Morton, Roderick Phelps, John Thornett, Geoffrey Vaughan, Kenneth Yanz

## Kader

### Management
- Tourmanager: Terry McLenaughan
- Assistent (Trainer): Denis Cowper
- Tourkapitän: Robert Davidson
- Vizekapitän: Alan Cameron

### Spieler
| Spieler         | Position         | Mannschaft                      |
| --------------- | ---------------- | ------------------------------- |
| Desmond Connor  | Halbspieler      | Brothers Old Boys               |
| Ronald Harvey   | Halbspieler      | Newcastle Waratahs              |
| Donald Logan    | Halbspieler      | Gordon RFC                      |
| Arthur Summons  | Halbspieler      | Gordon RFC                      |
| Kenneth Donald  | Dreiviertelreihe | University of Queensland RC     |
| Otto Fox        | Dreiviertelreihe | St George RUFC                  |
| Jim Lenehan     | Dreiviertelreihe | Wagga Wagga Waratahs            |
| Alan Morton     | Dreiviertelreihe | Randwick DRUFC                  |
| Roderick Phelps | Dreiviertelreihe | Northern Suburbs RFC            |
| James Phipps    | Dreiviertelreihe | Hawkesbury Agricultural College |
| Jack Potts      | Dreiviertelreihe | Sydney University FC            |
| Saxon White     | Dreiviertelreihe | Sydney University FC            |
| Terry Curley    | Schlussmann      | Newcastle Wanderers             |

| Spieler           | Position | Mannschaft              |
| ----------------- | -------- | ----------------------- |
| Robert Davidson   | Stürmer  | Gordon RFC              |
| Kevin Ryan        | Stürmer  | Brothers Old Boys       |
| Alan Cameron      | Stürmer  | St George RUFC          |
| John Thornett     | Stürmer  | Sydney University FC    |
| David Emanuel     | Stürmer  | Eastern Suburbs         |
| Norman Hughes     | Stürmer  | Sydney University FC    |
| Geoffrey Vaughan  | Stürmer  | Melbourne University RU |
| Peter Fenwicke    | Stürmer  | Walcha RC               |
| Ronald Meadows    | Stürmer  | Newcastle Wanderers     |
| Jim Brown         | Stürmer  | Randwick DRUFC          |
| Nicholas Shehadie | Stürmer  | Randwick DRUFC          |
| Tony Miller       | Stürmer  | Manly RUFC              |
| Kenneth Yanz      | Stürmer  | Gordon RFC              |
| Edwin Purkiss     | Stürmer  | Newcastle Wanderers     |
| Bill Gunther      | Stürmer  | Molong Club             |
| Stewart Scotts    | Stürmer  | Eastern Suburbs         |